# Nicolas d'Estienne d'Orves
Nicolas d'Estienne d'Orves (Neuilly-sur-Seine, 10 settembre 1974) è uno scrittore e giornalista francese.

## Biografia
Nipote dell'eroe della Resistenza Honoré d'Estienne d'Orves, è nato nel 1974 a Neuilly-sur-Seine.
Dopo aver studiato alla Sorbona e nel campo del cinema e dell'Opera, ha iniziato a lavorare come giornalista per Figaro Littéraire e Madame Figaro occupandosi di cultura e spettacolo.
Ha esordito nel 2001 con la raccolta di racconti dell'orrore e del fantastico Le Sourire des enfants morts e in seguito ha pubblicato numerose opere di narrativa e alcuni saggi.
Tra i riconoscimenti ottenuti si segnala il Prix Roger-Nimier del 2002 per Othon ou l'aurore immobile.

## Opere
- Le Sourire des enfants morts (2001)
- Les Aventures extraordinaires de l'opéra (2002)
- Fin de race (2002)
- Othon ou l'Aurore immobile (2002)
- Le Regard du poussin (2003)
- Rue de l’autre monde (2003)
- Un été en Amérique (2004)
- La Sainte famille (2005)
- Bulletin blanc ! : Autofriction (2005)
- Gli orfani del male (Les Orphelins du mal, 2007), Milano, Sperling & Kupfer, 2008 traduzione di Claudia Lionetti ISBN 978-88-200-4441-1.
- Les Derniers Jours de Paris (2009)
- Le Petit Néo de la conversation (2009)
- Coup de fourchette (2010)
- Jacques Offenbach (2010)
- Je pars à l’entracte (2011)
- L’Enfant du premier matin (2011)
- Les Fidélités successives (2012)
- Le Village de la fin du monde (2012)
- La Dévoration (2014)
- Dictionnaire amoureux de Paris (2015)
- La Monnaie de Paris, 1150 ans d'histoire (2015)
- Paris n'est qu'un songe  (2016)
- La Gloire des Maudits (2017)
- Petits plaisirs que seul Paris procure (2017)
- Dictionnaire amoureux illustré de Paris (2017)
- Le Silence et la fureur con Natalie Carter (2018)
- Narcisse et moi (rééditions de certaines nouvelles du Sourire des enfants morts (2018)
- Marthe Richard ou les beaux mensonges (2018)
- Petite encyclopédie (très subjective) du Mauvais-Goût  (2019)

## Premi e riconoscimenti
- Prix Jacques-Bergier: 2002 vincitore con Fin de race
- Prix Roger-Nimier: 2002 vincitore con Othon ou l'aurore immobile
- Prix des romancières: 2012 vincitore con L’Enfant du premier matin
- Prix Cazes Brasserie-Lipp: 2012 vincitore con Les Fidélités successives